# Decapterus macrosoma
Il sugarotto (Decapterus macrosoma Bleeker, 1851) è un pesce osseo marino appartenente alla famiglia Carangidae.

## Descrizione
Come tutti i Decapterus D. macrosoma è abbastanza simile ai membri del genere Trachurus con cui condividono la forma generale del corpo slanciata e fusiforme. Sul peduncolo caudale, dietro le pinne dorsale e anale sono presenti due pinnule una nella parte dorsale e una nella parte ventrale. La colorazione è blu-verde sul dorso e bianco argenteo sul ventre. Sull'opercolo branchiale c'è una macchiolina scura. La pinna caudale è giallastra. La taglia massima nota è di 356 cm, la taglia media degli individui è di circa 25 cm.

## Distribuzione e habitat
Questa specie si trova in gran parte nell'Indo-Pacifico e nell'Atlantico sudorientale, compresi il Golfo persico e il Mar Rosso.
È principalmente pelagico e vive tra i 20 e i 200 metri di profondità.

## Biologia

### Alimentazione
Si nutre soprattutto di zooplancton.

### Riproduzione
Depone uova pelagiche.

## Pesca
Questa specie ha importanza sia per la pesca commerciale che per la pesca sportiva. Viene frequentemente usato come esca, commerciato fresco, essiccato o salato.